# Nicola Procaccini
Nicola Procaccini (nascido em 21 de janeiro de 1976 em Roma) é um político italiano e membro do Parlamento Europeu desde 2019.